# World Series 1917
Le World Series 1917 sono state la 14ª edizione della serie di finale della Major League Baseball al meglio delle sette partite tra i campioni della National League (NL) 1917, i New York Giants e quelli della American League (AL), i Chicago White Sox. A vincere il loro secondo titolo furono i White Sox per quattro gare a due.
I Chicago White Sox avevano terminato la stagione regolare con un record 100–54 , la loro prima, e al 2017 unica, stagione con cento vittorie. Per la franchigia, che due anni dopo sarebbe stata coinvolta nello Scandalo dei Black Sox, questa fu l'ultima apparizione in finale fino al 1959 e l'ultima vittoria del titolo fino al 2005.

## Sommario

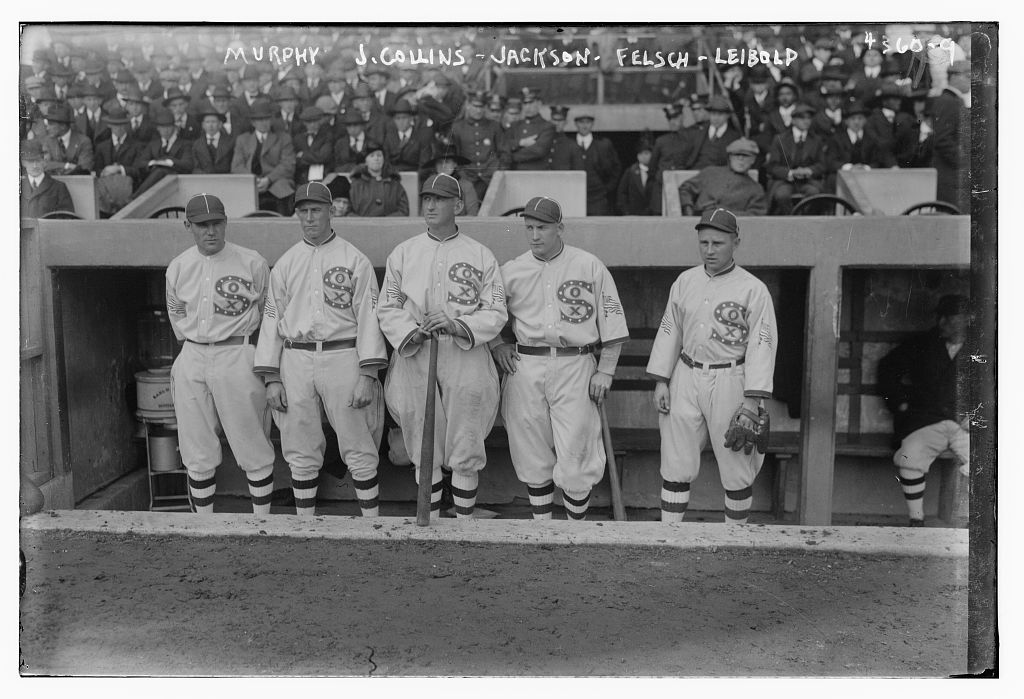
I giocatori dei White Sox Eddie Murphy, John "Shano" Collins, Joe Jackson, Happy Felsch e Nemo Leibold durante le World Series 1917

Chicago ha vinto la serie, 4-2.
| Gara | Data       | Punteggio                                  | Stadio        | Tempo | Pubblico |
| ---- | ---------- | ------------------------------------------ | ------------- | ----- | -------- |
| 1    | 6 ottobre  | New York Giants – 1, Chicago White Sox – 2 | Comiskey Park | 1:48  | 32.000   |
| 2    | 7 ottobre  | New York Giants – 2, Chicago White Sox – 7 | Comiskey Park | 2:13  | 32.000   |
| 3    | 10 ottobre | Chicago White Sox – 0, New York Giants – 2 | Polo Grounds  | 1:55  | 33.616   |
| 4    | 11 ottobre | Chicago White Sox – 0, New York Giants – 5 | Polo Grounds  | 2:09  | 27.746   |
| 5    | 13 ottobre | New York Giants – 5, Chicago White Sox – 8 | Comiskey Park | 2:37  | 27.323   |
| 6    | 15 ottobre | Chicago White Sox – 4, New York Giants – 2 | Polo Grounds  | 2:18  | 33.969   |

## Hall of Famer coinvolti
- Umpire: Bill Klem, Billy Evans
- White Sox: Eddie Collins, Red Faber, Ray Schalk
- Giants: John McGraw (man.)